# Čretvež
Čretvež – wieś w Słowenii, w gminie Zreče. 1 stycznia 2018 liczyła 48 mieszkańców.